# Горизонтальное оперение

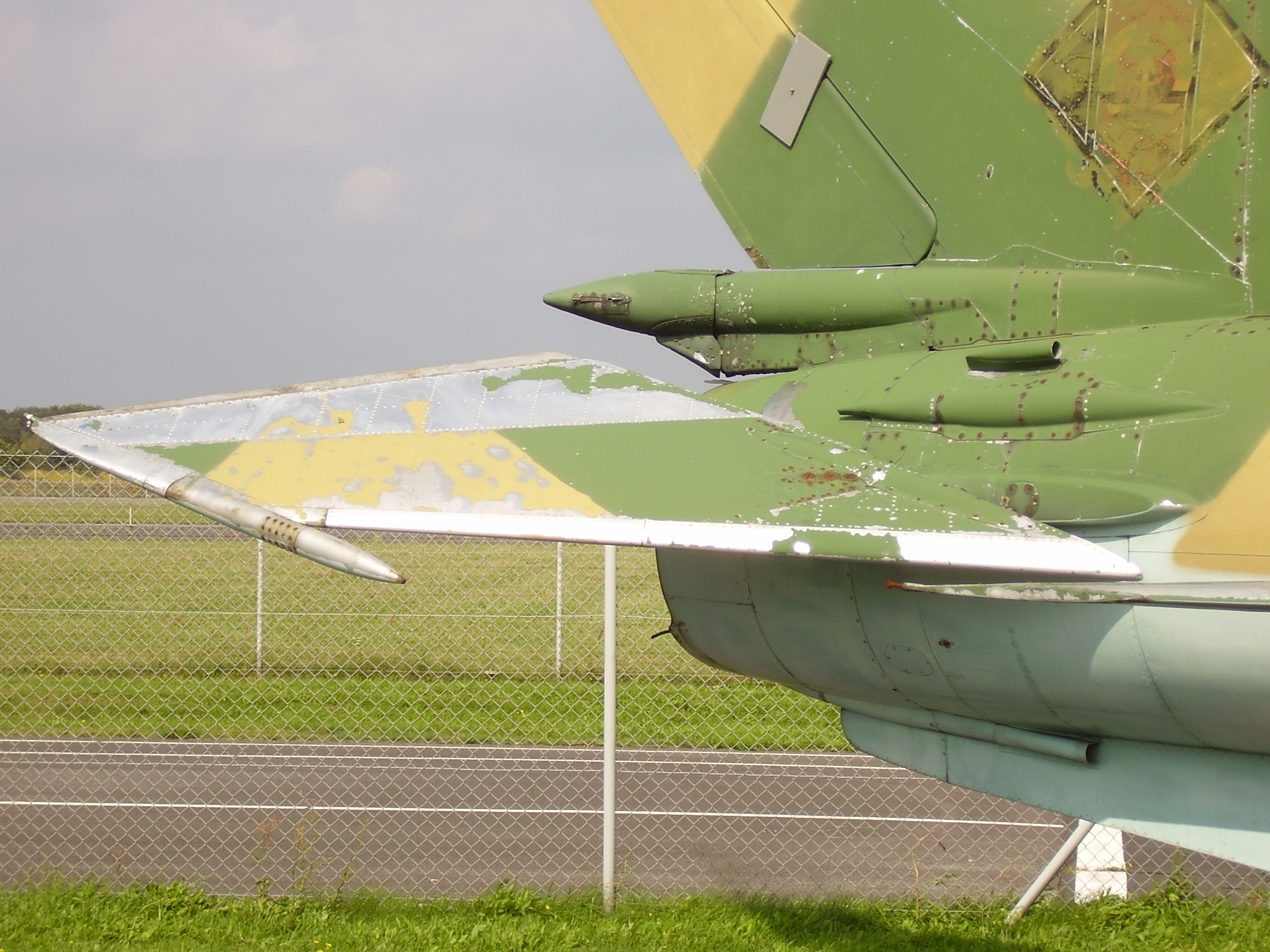
Цельноповоротное ГО МиГ-21.

Т-образное хвостовое оперение Ту-154. ГО на конце киля.

Горизонта́льное опере́ние — аэродинамический профиль, расположенный в горизонтальной плоскости самолёта. Обеспечивает продольную устойчивость летательного аппарата на всех режимах полёта. Горизонтальное оперение состоит из неподвижной поверхности — стабилизатора и шарнирно подвешенного к нему руля высоты. У самолётов с хвостовым расположением оперения горизонтальное оперение устанавливается в хвостовой части самолёта — на фюзеляже или на верху киля (T-образная схема).
В схеме «утка» оперение располагается в носовой части самолёта перед крылом. Возможна комбинированная схема, когда у самолёта с хвостовым оперением ставится дополнительное переднее оперение — схема с ПГО (переднее горизонтальное оперение), позволяющая использовать преимущества обеих указанных схем. Схемы «бесхвостка», «летающее крыло» горизонтального оперения не имеют.
Неподвижный стабилизатор обычно имеет фиксированный угол установки относительно продольной оси самолёта. Иногда предусматривается регулировка этого угла на земле. Такой стабилизатор называется переставным.
На тяжёлых самолётах для повышения эффективности продольного управления угол установки стабилизатора с помощью дополнительного привода может изменяться в полёте, обычно на взлёте и посадке, а также для балансировки самолёта на заданном режиме полёта. Такой стабилизатор называется подвижным.
На сверхзвуковых скоростях полёта эффективность руля высоты резко падает. Поэтому у сверхзвуковых самолётов вместо классической схемы ГО с рулём высоты применяется управляемый стабилизатор (ЦПГО), угол установки которого регулируется лётчиком с помощью командного рычага продольного управления или бортовым компьютером самолёта. Руль высоты в этом случае отсутствует.

## Типы горизонтального оперения
ГО состоит из неподвижной поверхности — стабилизатора и шарнирно подвешенного к нему руля высоты. Оно характеризуется:
- Числом горизонтальных поверхностей оперения — 0 («бесхвостка», «летающее крыло), 1 (утка», классическая), 2 (комбинированные схемы (Су-34), продольный триплан), 3 (Roe triplane);
- Расположением ГО — может располагаться как на фюзеляже, так и на киле на любом удалении от оси самолёта;
- Подвижностью — фиксированный стабилизатор с отклоняющимся рулём высоты, либо единственный цельноповоротный (Су-27, F-16).

Некоторые схемы расположения ГО имеют специальные названия:
- Крестообразное оперение: стабилизатор находится по середине киля самолёта (Hawker Sea Hawk, МиГ-15);
- Т-образное оперение: ГО на конце киля (Ту-154, Ил-76)

| Крепление ГО на фюзеляже | Крестообразное оперение | Т-образное оперение | Цельноповоротное ГО |

## Стабилизатор
Стабилизатор ГО имеет полную аналогию с крылом, как по составу и конструкции основных элементов — лонжеронов, продольных стенок, стрингеров, нервюр, так и по типу силовых схем.
Для стабилизатора вполне успешно используются лонжеронная, кессонная и моноблочная схемы. У стабилизатора можно избежать передачи изгибающих моментов на фюзеляж, если лонжероны или силовые панели левой и правой его поверхностей связать между собой по кратчайшему пути в центральной его части. Для стреловидного стабилизатора это требует перелома оси продольных элементов по борту фюзеляжа и установки двух усиленных бортовых нервюр. Если продольные элементы такого стабилизатора без перелома осей доходят до плоскости симметрии самолёта, то кроме бортовых силовых нервюр, передающих крутящий момент, потребуется ещё одна силовая нервюра в плоскости симметрии самолёта.
Свои особенности имеет конструкция управляемого стабилизатора - см. ЦПГО

## Балансировка

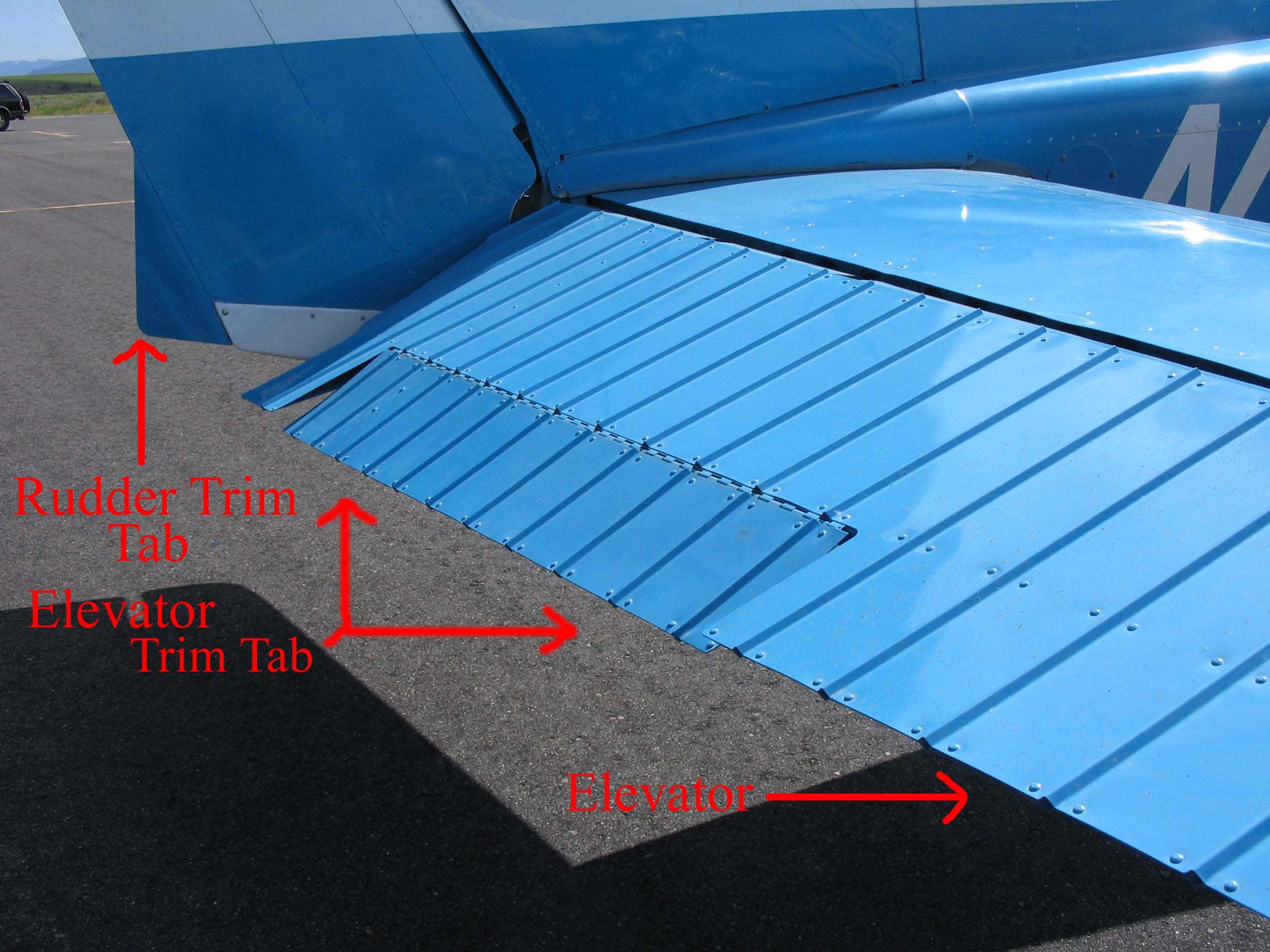
Расположение триммеров на ГО.

На поверхности ГО имеются средства аэродинамической балансировки самолёта и компенсации рулей.
Любой установившийся режим полёта самолёта, как правило, выполняется с отклонёнными рулями, что обеспечивает уравновешивание — балансировку — самолёта относительно его центра масс. Возникающие при этом усилия на органах управления в кабине принято называть балансировочными. Чтобы зря не утомлять лётчика и избавить его от этих ненужных усилий на каждой рулевой поверхности устанавливается триммер, позволяющий полностью снимать балансировочные усилия.
Также устанавливается рулевая поверхность, составляющая часть поверхности основного органа управления, отклонение которой в сторону, противоположную отклонению основного органа управления, позволяет уменьшить шарнирный момент — сервокомпенсатор. Вспомогательная поверхность относительно небольшой площади, размещается обычно на задней кромке основного воздушного руля. Сервокомпенсация — уменьшение шарнирного момента, действующего на орган управления, за счёт аэродинамических сил, создаваемых вспомогательной поверхностью.